# Zhang Xinyan
Zhang Xinyan (chinesisch 張 新艷 / 张 新艳, Pinyin Zhāng Xīnyàn; * 9. Februar 1994 in Dingxi) ist eine chinesische Hindernisläuferin.

## Sportliche Laufbahn
Erste internationale Erfahrungen sammelte Zhang Xinyan bei den Crosslauf-Weltmeisterschaften 2015 in Guiyang, bei denen sie auf den 17. Platz kam. Über 3000 m Hindernis nahm sie an den Asienmeisterschaften in Wuhan teil und gewann dort mit persönlicher Bestzeit von 9:46,82 min die Bronzemedaille. Sie qualifizierte sich damit für die Weltmeisterschaften in Peking, bei denen sie mit 10:13,25 min im Vorlauf ausschied. Im Jahr darauf nahm sie an den Olympischen Spielen in Rio de Janeiro teil und qualifizierte sich auch dort mit 9:31,47 min nicht für das Finale. 2018 nahm sie zum ersten Mal an den Asienspielen in Jakarta teil und wurde dort in 9:46,30 min Vierte. Bei den Crosslauf-Weltmeisterschaften 2019 in Aarhus gelangte sie in 43:40 min auf Rang 96 und wurde mit der gemischten Staffel disqualifiziert. Ende April gelangte sie bei den Asienmeisterschaften in Doha in 10:44,36 min auf den zwölften Platz. Sie qualifizierte sich auch für die Weltmeisterschaften ebendort im Oktober, bei denen sie mit 9:43,75 min in der Vorrunde ausschied.
Im April 2021 verbesserte Zhang den chinesischen Rekord im Hindernislauf auf 9:20,32 min. 2023 belegte sie bei den Asienspielen in Hangzhou in 9:57,99 min den siebten Platz. Bei den Marathon-Asienmeisterschaften 2025 in Jiaxing gelangte sie nach 2:30:12 h auf Rang vier.
In den Jahren 2017, 2019 und 2023 wurde Zhang chinesische Meisterin im Hindernislauf sowie 2019 auch über 5000 m. Sie absolvierte ein Studium für Sportwissenschaften und Sport Management am Nanjing Sport Institute.

## Persönliche Bestleistungen
- 1500 Meter: 4:15,84 min, 21. Mai 2016 in Taiyuan
  - 1500 Meter (Halle): 4:24,28 min, 20. Februar 2017 in Peking
- 5000 Meter: 15:47,30 min, 7. September 2017 in Tianjin
- Marathon: 2:26:56 h, 17. April 2022 in Hangzhou
- 3000 m Hindernis: 9:20,32 min, 8. April 2021 in Shaoxing (chinesischer Rekord)